# Łopatnica żółtawa

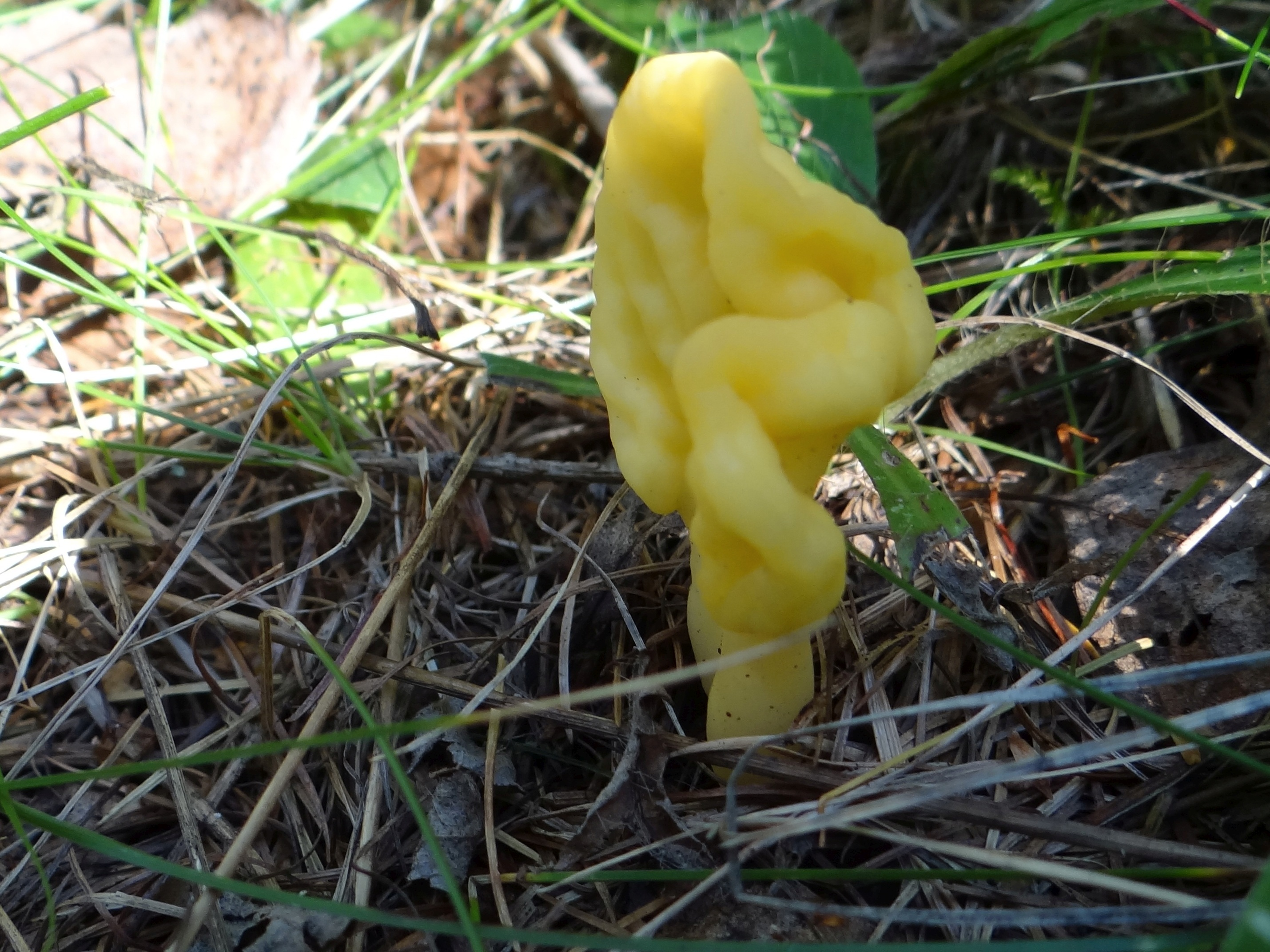

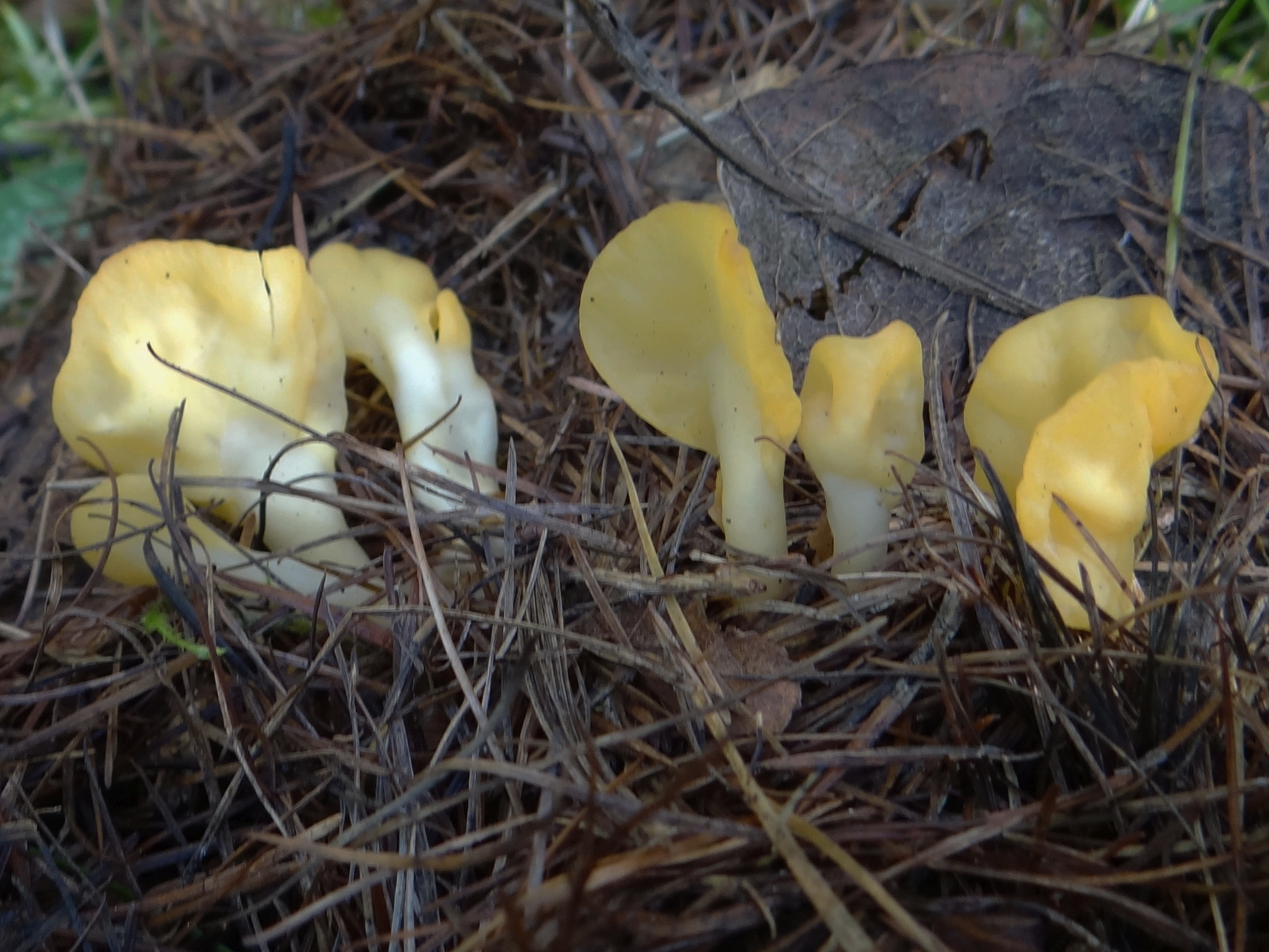

Łopatnica żółtawa (Spathularia flavida (Pers.) Fr.) – gatunek grzybów z rodziny Cudoniaceae.

## Systematyka i nazewnictwo
Pozycja w klasyfikacji według Index Fungorum: Spathularia, Cudoniaceae, Rhytismatales, Leotiomycetidae, Leotiomycetes, Pezizomycotina, Ascomycota, Fungi.
Ma około 30 synonimów. Niektóre z nich:

- Clavaria spathulata Schmiedel 1797
- Clavaria spatulata Dicks. 1785
- Helvella clavata Schaeff. 1774
- Helvella spatulata (Dicks.) Purton 1817
- Mitrula crispata Fr. 1838
- Mitrula spathulata Fr. 1849
- Spathularia flava Pers. 1797
- Spathularia rufa Schmidel 1776
- Spathulea crispata (Fr.) Fr. 1849

Wyróżniono liczne odmiany tego gatunku, jednak według Index Fungorum wszystkie są tylko synonimami Spathularia flavida.
Nazwa polska według checklist A. Chmiel. 

## Morfologia
Owocnik
Ma wysokość zazwyczaj do 5 cm, maksymalnie do 8 cm i składa się z główki i trzonu. Często trzon ukryty jest w ściółce, tak że wystaje z niej tylko główka.
Główka
Okrągława lub łopatkowata, spłaszczona i pofałdowana, o barwie żółtawej, zielonkawożółtawej lub oliwkowobrązowej. Ma wielkość 1–2,5 × 1–2 cm. Jest wyraźnie oddzielona od trzonu, ponadto ma bardziej soczystą barwę, u starszych okazów jednak blaknącą.
Trzon
Białożółty, cytrynowy lub żółtawy o wysokości 1–4 cm i grubości 0,5–2 cm, dołem zgrubiały. 
Miąższ
Miękki o przyjemnym zapachu i smaku.
Zarodniki
Bezbarwne, o rozmiarach 30–50(70) × 2–3 μm. Posiadają przegrody, mają nitkowaty kształt i górą są poszerzone. 

## Występowanie i siedlisko
Opisano występowanie tego gatunku w Ameryce Północnej, Europie oraz Korei i Japonii. W Polsce gatunek rzadki. Znajduje się na Czerwonej liście roślin i grzybów Polski. Ma status E – gatunek wymierający, którego przeżycie jest mało prawdopodobne, jeśli nadal będą działać czynniki zagrożenia. 
Rośnie w lasach i na ich obrzeżach, wśród mchów i traw, na opadłych igłach. W górach spotykany jest częściej niż na niżu. 
Saprotrof. Jest grzybem jadalnym, jednak bez praktycznego znaczenia ze względu na niewielkie rozmiary i rzadkość występowania. Ponadto ze względu na rzadkość występowania łopatnica żółtawa nie powinna być zbierana. 

## Gatunki podobne
- mitróweczka błotna (Mitrula paludosa). Ma główkę pomarańczową o kształcie jajowatym lub językowatym, a trzon wąski i białawy. Występuje na torfowiskach oraz w miejscach mokrych i bagnistych[4].
- łopatnica Neesa (Spathularia neesii). Ma główkę o barwie jasnokremowej, jasnoskórzastej do bladoochrowej[8].
- małozorek tłuczkowaty (Microglossum rufum). Jest mniejszy, cały jednolicie ubarwiony i nie ma pofałdowanej główki.